# Laissac-Sévérac-l'Église
Laissac-Sévérac-l'Église es una comuna nueva francesa situada en el departamento de Aveyron, en la región de Occitania

## Historia
Fue creada el 1 de enero de 2016, en aplicación de una resolución del prefecto de Aveyron de 25 de noviembre de 2015 con la unión de las comunas de Laissac y Sévérac-l'Église, pasando a estar el ayuntamiento en la antigua comuna de Laissac.

## Demografía
| Gráfica de evolución demográfica de Laissac-Sévérac-l'Église entre 1800 y 2019 |
|                                                                                |

Los datos entre 1800 y 2013 son el resultado de sumar los parciales de las dos comunas que forman la nueva comuna de Laissac-Sévérac-l'Église, cuyos datos se han cogido de 1800 a 1999, para las comunas de Laissac y Sévérac-l'Église de la página francesa EHESS/Cassini. Los demás datos se han cogido de la página del INSEE.

## Composición
| Comuna delegada  | Código INSEE | Población (2013) | Superficie (km²) | Densidad (hab./km²) |
| ---------------- | ------------ | ---------------- | ---------------- | ------------------- |
| Laissac          | 12120        | 1644             | 20.21            | 81                  |
| Sévérac-l'Église | 12271        | 429              | 13.69            | 31                  |